# Glavni trg, Maribor
Glavni trg v Mariboru je osrednji mariborski trg. S svojo parcelacijo in ohranjenimi hišami predstavlja urbano jedro Maribora. Leta 2020 je bil trg s Koroško ulico prenovljen, z njega je bil odstranjen promet.
Glavni trg lijakasto prehaja v Koroško cesto.

## Zgodovina
Prvič se omenja leta 1315. Na Glavnem trgu se je vse do srednjega veka pa do prve polovice 20. stoletja odvijala živahna trgovska dejavnost. Na sredini trga stoji Marijino znamenje (kužno znamenje), ki je bilo postavljeno leta 1743 na mestu starejšega iz leta 1681. Izdelal ga je Jožef Straub po naročilu mariborskih meščanov v zahvalo za prenehanje kuge v mestu. Mestna hiša ali rotovž je bila zgrajena leta 1515. Sedanjo renesančno obliko je dobila med letoma 1563 in 1565.
Dne 17. novembra leta 1929 je letalo  D-974 Raab-Katzenstein KL.1 Schwalbe ob izvajanju akrobacij strmoglavilo na Glavnem trgu, pri tem sta se smrtno ponesrečila tajnik aerokluba  Naša krila Ivo Šestan in tovarniški pilot Hans Müller.